# Arkus kotangens

Grafy funkcí arkus tangens a arkus kotangens

Arkus kotangens je jedna z cyklometrických funkcí, inverzní funkce k funkci kotangens. Obvykle se značí arccotg x, ale používají se i značky arccot x a cot−1 x. Její hodnotou je úhel v obloukové míře z intervalu (0; π), popřípadě ve stupňové míře z intervalu (0°; 180°), jehož kotangens je x.
Na rozdíl od cyklometrických funkcí arcsin, arccos a arctg nebývá na kalkulačkách k dispozici, ale s využitím funkce arctg ji lze vypočítat podle některého ze vzorců.

## Definice
Funkce arccotg x je inverzní funkce k funkci cotg x, jejíž definiční obor byl omezen na interval (0; π). Díky tomuto omezení je výchozí funkce prostá, takže požadovaná inverzní funkce existuje.
V některých matematických programech, jakým je například Mathematica, se však využívá jiné definice arccotg x, kdy byl definiční obor cotg x omezen na interval (-π⁄2;+π⁄2) \ {0}. Při této definici je výsledná inverzní funkce lichá.

## Vlastnosti
Funkce {\displaystyle y={\mbox{arccotg }}x} v obloukové míře má následující vlastnosti:
| Definiční obor  | {\displaystyle \mathbb {R} }                                                                                           |
| Obor hodnot     | {\displaystyle (0;\pi )}                                                                                               |
| Omezenost       | Je omezená |
| Monotonie       | Je ryze klesající, a tedy prostá                                                                                       |
| Symetrie        | Není sudá ani lichá, ale graf je souměrný podle středu {\displaystyle (x,y)=(0,{\tfrac {\pi }{2}})}                    |
| Periodicita     | Není periodická |
| Limity          | {\displaystyle \lim _{x\to -\infty }{\mbox{arccotg }}x=\pi } {\displaystyle \lim _{x\to +\infty }{\mbox{arccotg }}x=0} |
| Inverzní funkce | {\displaystyle x={\mbox{cotg }}y} (kotangens)                                                                          |
| Derivace        | {\displaystyle {\mathrm {d} \over \mathrm {d} x}\,{\mbox{arccotg }}x={-1 \over 1+x^{2}}}                               |
| Integrál        | {\displaystyle \int {\mbox{arccotg }}x\;\mathrm {d} x=x\;{\mbox{arccotg }}x+{\tfrac {1}{2}}\ln(1+x^{2})+C}             |

## Vzorce
{\displaystyle {\mbox{arccotg }}x={\tfrac {\pi }{2}}-{\mbox{arctg }}x}
{\displaystyle {\mbox{arccotg }}(-x)=\pi -{\mbox{arccotg }}x}
{\displaystyle {\mbox{arccotg }}{1 \over x}={\begin{cases}{\tfrac {\pi }{2}}-{\mbox{arccotg }}x={\mbox{arctg }}x&{\text{pokud }}x>0\\{\tfrac {3}{2}}\pi -{\mbox{arccotg }}x=\pi +{\mbox{arctg }}x&{\text{pokud }}x<0\end{cases}}}